# Champagne GE
| GE ist das Kürzel für den Kanton Genf in der Schweiz. Es wird verwendet, um Verwechslungen mit anderen Einträgen des Namens Champagne zu vermeiden. |

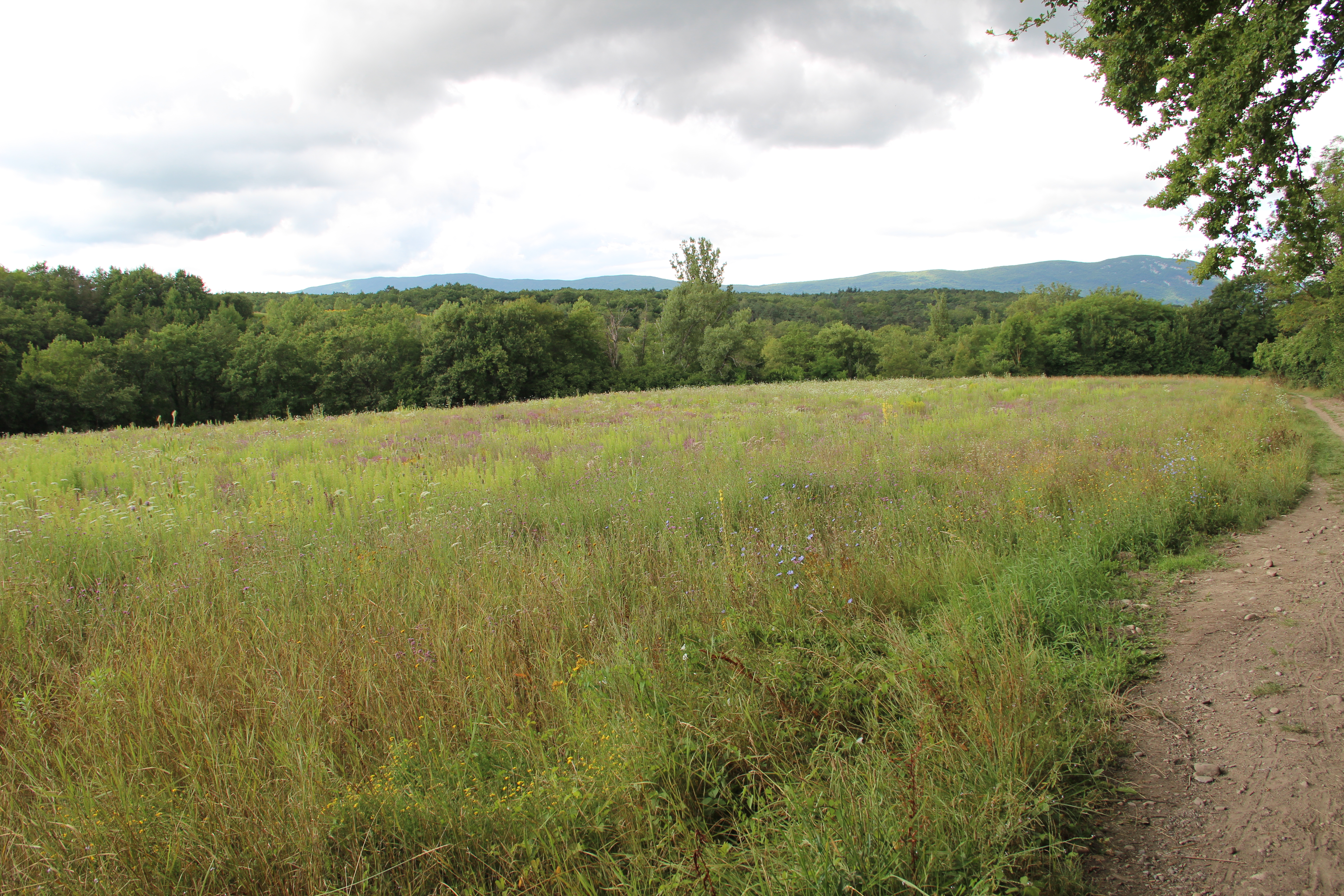
Wiesenlandschaft nahe Avusy

Die Champagne ist eine Region im Südwesten des Kantons Genf. Das Gebiet nimmt mit etwa 25 km² gut ein Zehntel der Kantonsfläche ein und besteht heute aus den Gemeinden Avully, Avusy, Aire-la-Ville, Cartigny, Chancy,  Laconnex und Soral. Grösste Städte nach Einwohnern im Gebiet sind Avully und Chancy.
Die Champagne ist zugleich eine Landwirtschaftszone, die durch Getreideanbau gekennzeichnet ist. Auch unter dem Aspekt der Biodiversität zeichnet sich das Gebiet durch eine artenreiche Flora und Fauna aus. Entsprechend gibt es Bemühungen zum Artenerhalt, etwa der Vogelarten Dorngrasmücke, Grau- und Zaunammer, Orpheusspötter oder Steinkauz.

## Geschichtliches
Die Gegend ist um 1201 als Campania überliefert und unterstand damals den Grafen von Genf. Wilhelm II. übertrug 1228 Bann- und Vogteirechte für Cartigny und die Champagne an das Priorat von Saint-Victor als Pfand. Im Laufe des 18. und 19. Jahrhunderts sind weitere Gebietswechsel erfolgt: Im Vertrag von Paris (1749) fielen Chancy und Avully an Genf, während der Vertrag von Turin (1754) neben der Abtretung von Avully auch den Gewinn von Cartigny vorsah. Infolge der Grenzbereinigungen im Zuge des Wiener Kongresses kamen mit dem Vertrag von Turin (1816) auch Avusy, Laconnex, Soral und Aire-la-Ville zum neugegründeten Kanton Genf, der mittlerweile Teil der Eidgenossenschaft geworden war.